# Тернуватська селищна рада
Тернува́тська се́лищна ра́да — адміністративно-територіальна одиниця та орган місцевого самоврядування в Новомиколаївському районі Запорізької області. Адміністративний центр — селище міського типу Тернувате.

## Загальні відомості
Тернуватська селищна рада утворена в 1943 році.
- Територія ради: 0,382 км²
- Населення ради: 1818 осіб (станом на 2001 рік)
- Територією ради протікає річка Гайчур

## Населені пункти
Селищній раді підпорядковані населені пункти:
- смт Тернувате
- с. Зарічне
- с. Косівцеве
- с. Придорожнє
- с. Різдвянка

## Склад ради
Рада складається з 16 депутатів та голови.
- Голова ради: Бабанін Олександр Євгенович
- Секретар ради: Гребенюк Світлана Володимирівна

### Керівний склад попередніх скликань
| Прізвище, ім'я, по батькові | Основні відомості                                                                            | Дата обрання | Дата звільнення |
| --------------------------- | -------------------------------------------------------------------------------------------- | ------------ | --------------- |
| Подрез Станіслав Петрович   | Селищний голова, 1954 року народження, член Соціал-демократичної партії України (об'єднаної) | 26.03.2006   | 31.10.2010      |
| Бабанін Олександр Євгенович | Селищний голова, 1974 року народження, освіта вища                                           | 31.10.2010   |                 |

Примітка: таблиця складена за даними сайту Верховної Ради України

### Депутати
За результатами місцевих виборів 2010 року депутатами ради стали:

#### За суб'єктами висування
| Суб'єкт висування           | Кількість обраних депутатів | %    |
| --------------------------- | --------------------------- | ---- |
| Партія регіонів             | 14                          | 87,5 |
| Комуністична партія України | 1                           | 6,3  |
| Самовисування               | 1                           | 6,3  |

#### За округами
| № округу                    | Прізвище, ім'я, по батькові      | Дата визнання обраним | Освіта  | Партійна приналежність | Відомості про обраного депутата                                 |
| --------------------------- | -------------------------------- | --------------------- | ------- | ---------------------- | --------------------------------------------------------------- |
| Комуністична партія України |                                  |                       |         |                        |                                                                 |
| 2                           | Кольчієнко Віктор Михайлович     | 02.11.2010            | середня | позапартійний          | приватний підприємець                                           |
| Партія регіонів             |                                  |                       |         |                        |                                                                 |
| 1                           | Бабакіна Світлана Вікторівна     | 02.11.2010            | вища    | член Партії регіонів   | Тернуватська загальноосвітня школа, вихователь дошкільної групи |
| 3                           | Засько Валерій Вікторович        | 02.11.2010            | середня | позапартійний          | ППЧ 19, водій                                                   |
| 4                           | Клюк Володимир Зіновійович       | 02.11.2010            | середня | позапартійний          | тимчасово не працює                                             |
| 5                           | Гребенюк Світлана Володи         | 02.11.2010            | вища    | член Партії регіонів   | Тернуватська загальноосвітня школа, вчитель                     |
| 7                           | Дащенко Наталія Іванівна         | 02.11.2010            | вища    | позапартійна           | тимчасово не працює                                             |
| 8                           | Денисенко Оксана Миколаївна      | 02.11.2010            | середня | позапартійна           | ТОВ «Гайчур», обліковець                                        |
| 9                           | Суслинець Світлана Вікторівна    | 02.11.2010            | вища    | член Партії регіонів   | Тернуватська загальноосвітня школа, вчитель                     |
| 10                          | Якименко Світлана Михайлівна     | 02.11.2010            | вища    | позапартійна           | Тернуватська дільнича лікарня, фельдшер                         |
| 11                          | Ханіна Юлія Володимирівна        | 02.11.2010            | вища    | член Партії регіонів   | практикуючий адвокат                                            |
| 12                          | Богославська Валентина Семенівна | 02.11.2010            | вища    | член Партії регіонів   | Тернуватська селищна рада, секретар                             |
| 13                          | Орловська Наталя Іванівна        | 02.11.2010            | середня | член Партії регіонів   | Тернуватське відділення зв'язку, завідувачка                    |
| 14                          | Жолудь Наталія Вікторівна        | 02.11.2010            | вища    | член Партії регіонів   | приватний підприємець                                           |
| 15                          | Сокирба Юрій Володимирович       | 02.11.2010            | середня | позапартійний          | Тернуватсь залізнича станція «Гайчур», електромонтер зв'язку    |
| 16                          | Наливайко Олена Володимирівна    | 02.11.2010            | вища    | член Партії регіонів   | Тернуватська загальноосвітня школа, вчитель                     |
| Самовисування               |                                  |                       |         |                        |                                                                 |
| 6                           | Манойло Ірина Сергіївна          | 15.11.2010            | вища    | позапартійна           | Тернуватська дільнича лікарня, фельдшер                         |